# Martin Regborn
Martin Regborn, född 10 februari 1992 i Tullinge, är en svensk orienterare och friidrottare som bor i Örebro och tävlar i orientering för klubben Hagaby GoIF och i friidrott för KFUM Örebro. Hans första orienteringsklubb han var med i var Surahammars SOK.
Regborn tog brons på EM långdistans i Jeseník, Tjeckien 2016 och guld på EM långdistans i Estland 2022.
Vid EM 2023 vann han guld i sprintstafett och placerade sig på fjärde plats i den individuella sprinten, bara en sekund från bronsplatsen.
Inför 2024 års sprint-VM i Edinburgh, Skottland deltog Regborn i flera tävlingar, i Sverige och  inom världscupen, med placeringar på tredje och andra plats. Det var därför följdriktigt att han dels tog ledningen i världscupen och avancerade i den internationella sprint-rankningen och dels ställde upp som en av favoriterna vid VMs sprint-distans och i knockoutsprinten. 
I den inledande sprinten tog Regborn guld och fick dela prispallen med Emil Svensk som blev bronsmedaljör, och i den avslutande knockoutsprinten slutade han på femte plats i finalen, just efter Jonatan Gustafsson som knep bronsmedaljen. Efter dessa svenska framgångar i juli toppas sprint-rankningen av tre svenskar: Martin Regborn, Emil Svensk och Jonatan Gustafsson.
Vid VM 2025 i Kuopio, Finland vann Regborn en silvermedalj på långdistans och i den avslutande stafetten sprang  han första sträckan i det svenska stafettlaget med tredje bästa tid endast 5 sekunder långsammare än sträcksegraren Mathieu Perrin från Frankrike. Sveriges lag fullföljde dock inte efter en felstämpling på tredjesträckan.
Vid SM-tävlingarna 2024 placerade sig Regborn på andra plats i långdistans och blev svensk mästare i stafett tillsammans med Filip Dahlgren och Jerker Lysell.
Inom friidrott har han haft framgångar i terränglöpning där han vid svenska mästerskapen 2023 vann två silvermedaljer (4000 m & 10 000 m). Vid 2024 års SM vann han åter igen silvermedalj på den kortare distansen (4000 m).
 
Vid 2024 års nordiska mästerskap i terränglöpning blev han bronsmedaljör 2 sekunder efter silvermedaljören, norrmannen Kasper Fosser.Tillsammans med Axel Djurberg och  Jesper Sandberg, blev Regborn även bronsmedaljör i lagtävlingen.
Han har även tagit två medaljer vid World Games 2022 i Birmingham, USA; silver i sprint och brons i medeldistansen. 